# Muktijoddha Sangsad KC
Muktijoddha Sangsad KC (bengalisch মুক্তিযোদ্ধা সংসদ ক্রীড়া চক্র) ist ein Fußballverein aus Dhaka, Bangladesch. Aktuell spielt der Verein in der höchsten Liga des Landes, der Bangladesh Premier League.
Der größte Erfolg des dreimaligen Pokalsiegers war der Gewinn der Meisterschaft 2003.

## Vereinserfolge

### National
- Dhaka League

Meister 1997/98
Vizemeister 1994
- National Championship

Meister 2003
Vizemeister 2004
- Federation Cup

Gewinner: 1994, 2001, 2003
Finalist: 1999, 2002, 2005, 2013, 2015
- Independence Cup: 2005

## Stadion

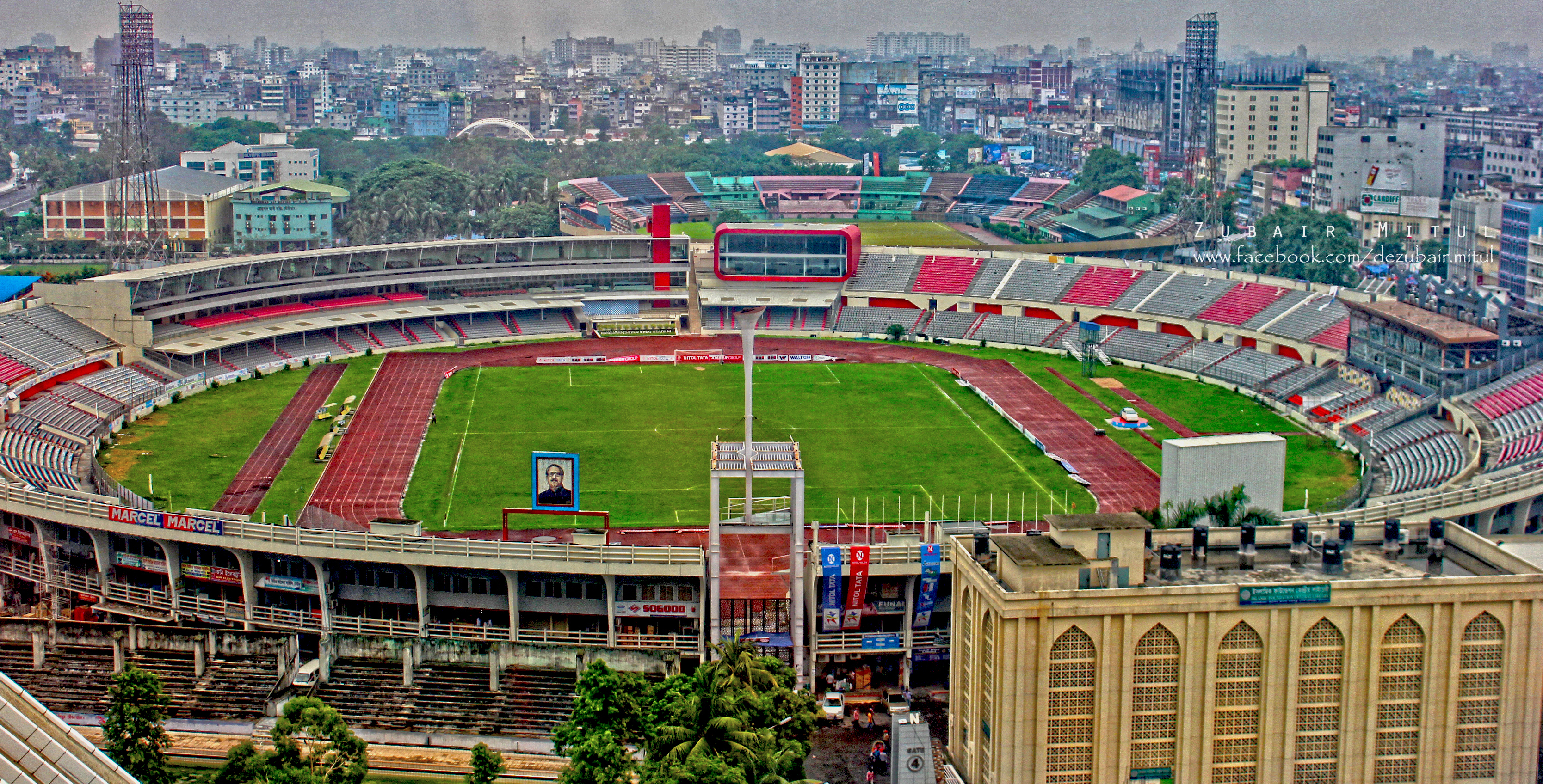
National Stadium in Dhaka

Seine Heimspiele trägt der Verein im National Stadium in Dhaka aus. Das Stadion hat ein Fassungsvermögen von 36.000 Personen.

## Spieler
Stand: 11. Januar 2022
| Nr. |             | Position | Name                   |
| --- | ----------- | -------- | ---------------------- |
| 1   | Bangladesch | TW       | Mamun Khan             |
| 2   | Bangladesch | AB       | Khalil Bhuiya          |
| 3   | Bangladesch | AB       | MD Tareq Miah          |
| 4   | Bangladesch | AB       | Habibur Rahman Nolok   |
| 5   | Guinea-a    | AB       | Younoussa Camara       |
| 6   | Bangladesch | MF       | Tariqul Islam          |
| 7   | Bangladesch | MF       | Didarul Alam           |
| 8   | Japan       | MF       | Soma Otani             |
| 9   | Japan       | ST       | Tetsuaki Misawa        |
| 10  | Agypten     | ST       | Ahmed Shamsaldin       |
| 11  | Bangladesch | MF       | Sohel Rana             |
| 12  | Bangladesch | AB       | Sajon Mia              |
| 13  | Bangladesch | AB       | Sumon Ahmed            |
| 14  | Bangladesch | MF       | Salauddin Ruhel        |
| 15  | Bangladesch | ST       | Sarower Zaman Nipu     |
| 16  | Bangladesch | AB       | Istekharul Alam Shakil |
| 17  | Bangladesch | MF       | Mohiudeen Mahi         |

| Nr. |             | Position | Name                         |
| --- | ----------- | -------- | ---------------------------- |
| 18  | Bangladesch | MF       | Somriddha Nokrek             |
| 19  | Bangladesch | MF       | Md Roman                     |
| 20  | Bangladesch | MF       | Nayeemuddin                  |
| 21  | Bangladesch | MF       | Mohammad Abdullah Tofel      |
| 22  | Bangladesch | TW       | Mohamed Razib                |
| 23  | Bangladesch | MF       | Mohamed Elias                |
| 25  | Bangladesch | TW       | Maksudur Rahman Mostak       |
| 28  | Bangladesch | MF       | Shuvo Raj Bongshi            |
| 29  | Bangladesch | ST       | Muhammad Iqbal               |
| 31  | Bangladesch | MF       | Shakil Kishur                |
| 32  | Bangladesch | AB       | Mahadud Hossain Fahim        |
| 33  | Bangladesch | AB       | Rifath Hossain               |
| 36  | Bangladesch | TW       | Limon Hosen                  |
| 55  | Bangladesch | AB       | Yeamin Ahmed Chowdhury Munna |
| 77  | Bangladesch | AB       | Rohit Sarkar                 |
| 99  | Bangladesch | ST       | Aminur Rahman Sajib          |

## Trainerchronik
Stand: 11. Januar 2022
| Trainer             | Nation            | von               | bis               |
| ------------------- | ----------------- | ----------------- | ----------------- |
| George Kottán       | Österreich Ungarn | 1. Juli 2002      | 30. Juni 2003     |
| Abu Yousuf          | Bangladesch       | 1. Juli 2015      | 30. Juni 2016     |
| Abdul Kayum Sentu   | Bangladesch       | 17. Februar 2016  | 31. Dezember 2016 |
| Masud Parvez Kaisar | Bangladesch       | 10. April 2017    | 20. Januar 2018   |
| Abdul Kayum Sentu   | Bangladesch       | 27. Februar 2018  | 30. Juni 2020     |
| Raja Isa            | Malaysia          | 27. Dezember 2020 |                   |

## Erläuterungen / Einzelnachweise
1. ↑  rsssf.org: Übersicht über die Pokalsieger
2. ↑  Kader Muktijoddha Sangsad KC. In: transfermarkt.de (deutsch). Abgerufen am 11. Januar 2022.
3. ↑  Trainerchronik Muktijoddha Sangsad KC. In: transfermarkt.de (deutsch). Abgerufen am 11. Januar 2022.